# Zebrasoma xanthurum
Zebrasoma xanthurum is een straalvinnige vissensoort uit de familie van doktersvissen (Acanthuridae). De wetenschappelijke naam van de soort is voor het eerst geldig gepubliceerd in 1852 door Blyth.